# Jukace

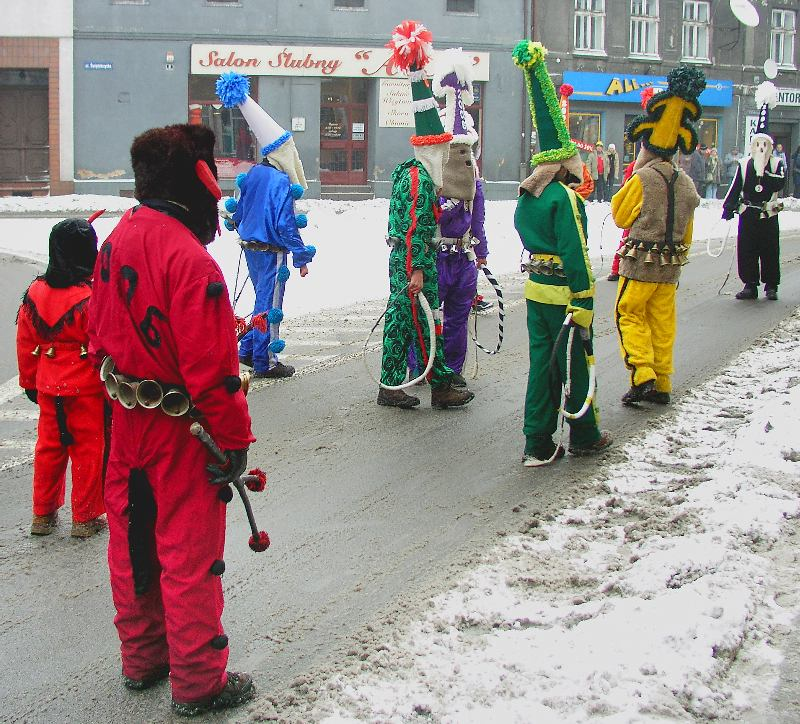
Jukace żywieccy podczas „Godów Żywieckich”

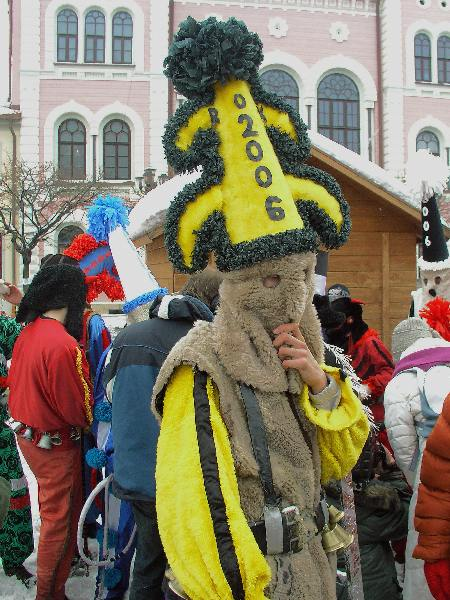
Typowe przebranie jukaca

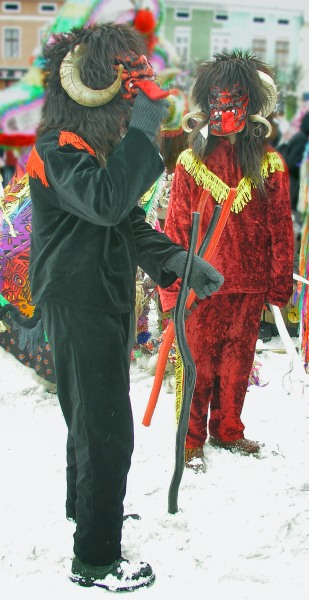
Diabły

Dziady żywieckie, jukace – zwyczaj ludowy odprawiany na Żywiecczyźnie. Obrzęd trwa od wieczora w sylwestra i kończy się w Nowy Rok w godzinach popołudniowych. Podczas tego obrzędu trwa kolędowanie połączone z życzeniami noworocznymi oraz robienie psikusów napotkanym przechodniom.
Tradycja ta ma nawiązywać do przegonienia z miasta Szwedów w trakcie potopu szwedzkiego.
Istnieją dwa obszary występowania dziadów żywieckich, w obrębie których różnią się tradycjami i zwyczajami:
- Żywiec-Zabłocie – gdzie dziady żywieckie nazywane były jukacami. Zgodnie z tradycją, nieprzekraczalną granicą dla jukacy był most na rzece Sole, oddzielającej Żywiec od Zabłocia. Obecnie tradycja bywa łamana.
- wsie w górnym biegu Soły od Cięciny aż po Zwardoń[1].

## Zabłocie (Żywiec)
Dziady żywieckie, dla odróżnienia od dziadów z okolicznych podżywieckich wiosek, zwani są często jukacami. Jednak nie jest to jedyna różnica, gdyż występują między nimi różnice w strojach. Dziady żywieckie posługują się najbardziej archaicznym typem masek. Jest to maska, najczęściej z kawałka baraniego runa, z wyciętymi otworami na oczy i usta. Na głowę wkładają czapkę „ciakę” w formie stożka zakończoną pomponem (najczęściej wykonanym z bibuły), na której wypisany jest nadchodzący nowy rok. Innymi atrybutami jukacy są dzwonki przypięte do pasa oraz bat, wykonany z powroza zwężającego się ku końcowi (dawniej takie powrozy wykonywali żywieccy powroźnicy na zamówienie) długości ok. 3 m, osadzonego na drewnianym trzonku o średnicy ok. 30–40 mm, długości ok. 30–50 cm i zakończony tzw. ciynioskiem i strzylockiem długości ok. 30–40 cm, splatanym samodzielnie przez jukaca z lnianych nici. To właśnie ta końcówka daje efekt „trzaskania z bata”, przypominający huk wystrzału z broni palnej.
„Banda” jukacy składała się z kilkunastu do kilkudziesięciu (czasem nawet do 70 osób). Jukacem mógł być tylko i wyłącznie kawaler (dziś tych reguł już nie przestrzega się, ale dawniej były obowiązujące). Wśród jukacy panuje swoista hierarchia i ustalone tradycją reguły. Kompania jest tylko jedna i jakakolwiek konkurencja nie wchodzi w grę. Na czele kompanii stoi kasjer. Różni się od pozostałych czerwonym strojem. Ma on do pomocy kilku poganiaczy. Można rozpoznać ich po lampasach naszywanych na spodnie. Ich kolor oznacza również miejsce jakie zajmuje w grupie poganiaczy. Każdy chcący awansować w hierarchii, musi legitymować się już stażem w chodzeniu „po dziadach”. Dawniej jedną ze ściśle przestrzeganych reguł było to, że w miejscach publicznych pod żadnym pozorem nie wolno było się ujawnić. Dziad musiał pozostawać anonimowym za złamanie tej reguły groziło zdzielenie przez poganiacza batem. Ubranie dziada jest wykonane według własnego pomysłu. Następnymi w hierarchii dziadowskiej są: dziad (miał czapkę jak poganiacz, ale z rogami) kominiarz, diabełek i baba. Twarze kominiarza, diabła i babki są odkryte, dlatego role te nie są chętnie przyjmowane i powierzane nowicjuszom.
Porządek kolędowania dziadów jest też określony. „Gonienie” Dziadów rozpoczyna się w wieczór sylwestrowy, zbiórką na placu przed dworcem kolejowym w Żywcu, otrzymują tu instrukcje i udają się na odbywające się w Zabłociu zabawy sylwestrowe. Obecnie złamano tradycję nieprzekraczania mostu na Sole i jukace wędrują również do centrum miasta. Po przybyciu na zabawę wpadają na salę, składają uczestnikom zabawy życzenia noworoczne. Potem jest taniec dla dziadów gdzie proszą wybrane panny i mężatki. Następnie opuszczają bal i udają się na następny. Tak mija im czas prawie do rana.
O godzinie 5:00 w dzień Nowego Roku w kościele pw.św. Floriana w Zabłociu jest organizowana dla jukacy tzw. msza dziadowska. Ci po jej zakończeniu rozbiegają się w małych grupkach, by kolędować po domach w Zabłociu i na ulicy Dworcowej, składając życzenia mieszkańcom wracającym z nabożeństw.
W 2013 roku przy ulicy księdza prałata Stanisława Słonki na budynku Papiernika powstał mural przedstawiający jukacy.

## Podżywieckie wioski
Dziady żywieckie, w odniesieniu do grup kolędniczych związanych z tym zwyczajem, występujących w żywieckich wioskach, różnią się od jukacy z Zabłocia. Występują pomiędzy nimi dość duże różnice, widoczne nawet pomiędzy poszczególnymi wsiami. Jedynie w Siennej, jako że wieś ta była przynależna do żywieckiego klucza folwarcznego i parafią jej była przez długie lata parafia żywiecka, jak również to, że położona jest na granicy z Zabłociem, formy ubioru i kolędowania zachowały się takie jak w Żywcu.
Im dalej od Żywca zwyczaj ten przybiera formy spektaklu odradzającego się życia, którego kwintesencją jest taniec koni nad martwym-śpiącym niedźwiedziem lub macidulą, który zmartwychwstaje-budzi się ze snu zimowego. Zmieniają się również postacie występujące w grupach kolędniczych na rzecz postaci związanych z przyrodą:
- konie – strój konia przybrał formę czapki osadzonej na drewnianym stelażu zakończonej od przodu wyrzeźbionym w drewnie łbem konia i przyozdobionej kolorowo fragmentami wstążek lub bibułą;
- niedźwiedź – ubrany w kożuch, runem na zewnątrz.

oraz postacie, zaobserwowane zapewne na jarmarkach, może w pobliskim Żywcu, to jest:
- Żołnierz – z rogatywką na głowie, przyozdobiony orderami; często pełnił rolę komendanta w kompanii dziadowskiej.
- Żyd – w przesadnie długim kapeluszu, w masce rzeźbionej w drewnie lipowym w sposób szczególnie szpetny z haczykowatym nosem, w znoszonym, połatanym płaszczu, czasami z walizką (pieniędzy); często towarzyszy mu Żydówka – mocno umalowana kobieta.
- Młoda para – postacie przedstawiające (parodiujące) elegancików miejskich.

oraz postacie przybywające czasem na wieś, tj.:
- Cygan z Cyganką – bez maski gdzie malowano twarz najczęściej na czerwono; atrybutem pary cygańskiej było dziecko przyczepione do pleców.
- „Dziechciorz” – byli to najczęściej Słowacy lub Węgrzy handlujący dziechciem oraz wykonujący drobne naprawy w obejściu wiejskim (np. popularne kiedyś nitowanie garnków); często postać ta upodabnia się do Żyda.
- Kominiarz – bez maski, pomalowany najczęściej na czarno, w cylindrze z drabinką oraz szczególnie ostatnio ze szczotkami kominiarskimi a dawniej z miotłą.

Postacie cyganów i kominiarza były przydzielane adeptom „fachu” dziadowskiego, niejako na stażu. Dopiero po przejściu tego stażu można było awansować w kompanii i przywdziać maskę.
Występowały też postacie o trudnym do ustalenia pochodzeniu lub mityczne:
- Diabeł – zazwyczaj dwóch jeden czerwony drugi czarny.
- Śmierć – odziana w białe prześcieradło z namalowanymi czarną farbą kośćmi oraz z kosą w rękach.
- Macidula – czyli sznurkorz, strzępiorz, najczęściej w masce, ale często również bez niej.

Występują też oczywiście postacie z życia codziennego wsi:
- Ksiądz – przebrany jak ksiądz (ksiądz jaki jest każdy widzi).
- policjant – często w stroju milicjanta.
- górale – zadaniem górali było przygrywanie kolędnikom; jeden grał na guzikówce-heligonce, drugi na skrzypkach, a inny na wakacie.

Wszystkie postacie grane były przez mężczyzn, nigdy nie było możliwości uczestniczenia w tych obrzędach kobiet.
W styczniu 2023 zainicjowano proces wpisania Godów Żywieckich, czyli , na Krajową Niematerialną Listę Dziedzictwa Kulturowego UNESCO.